# Kemmannupura, Shrirangapattana
Kemmannupura là một làng thuộc tehsil Shrirangapattana, huyện Mandya, bang Karnataka, Ấn Độ.